# María Maestre
María José Maestre Martín (Jabugo,  14 de enero de 1987) es una cantante española.

## Biografía

### Primeros años e inicios de su carrera
Realizó estudios de grado elemental de música en el Conservatorio E. de Música "Antonio Garrido Gamonoso" de Valverde del Camino. Dentro del conservatorio se formó en solfeo (4 años), en coral (2 años) y en instrumental (4 años). 
A los 6 años debuta en el coro Nuestra Señora de los Remedios, de Jabugo. Posteriormente en mayo del 2005 formó parte del grupo musical Agua Fresca. Dicho grupo surge del Coro Ntra. Sra. de los Remedios de Jabugo, con él ha realizado distintas grabaciones y ganado numerosos premios. Los componentes del grupo durante ese periodo son Daniel Beltrán, Pablo Sánchez, Miguel Ángel Sánchez, Aurora Vázquez y Rocío Rodríguez. Formó parte de este grupo hasta su partida a Jerez de la frontera donde comenzó su carrera en solitario.

### 2011-2020: Carrera en solitario en Jerez y primeros singles
En el 2011 comienza su carrera en solitario en Jerez de la Frontera actuando en los distintos Pub, bares y bodegas de Jerez. Su espectáculo está basado en el flamenco fusión y pop, versionando temas de Vanesa Martín, Niña Pastori, Siempre Así, Alejandro Sanz o Alba Molina, entre otros. Aunque la artista trabaja por la provincia de Cádiz, no olvida sus orígenes y realiza diversos conciertos en su población natal.
A mediados del 2013 grabó su primer single «Libre» de su primer disco "A tiempo completo" en el estudio "Reina Gitana" pero no fue finalmente publicado.
Durante su periodo en Jerez de la Frontera forma cartel del OKTOBERFEST – La II Feria de la Cerveza de Jerez Junto con Abraham Sevilla Serrano, Los Romeros de Munich, Isa Fernandez, Marina Garcia Herrera y Ramón Trujillo.  Y actúa como telonera de José Manuel Soto en el concierto de las Noches del Verano del 4 de julio del 2013 en el Alcázar de Jerez de la Frontera. 
En el verano de 2014 ofrece numerosos conciertos en la Plaza de La Asunción.
Participó en el concierto benéfico dentro del Ciclo "Noches de Verano 2015" para celebrar los veinte años de A Dos Velas.  Y colaboro con el homenaje "Recordando a Lola Flores" con motivo del vigésimo aniversario de su fallecimiento. En este año también ofrece un concierto en el Teatro Villamarta de Jerez, compartiendo escenario con Juan Peña.
En el 2019 finaliza este periodo en Jerez anunciando en el programa "A tu vera" de 8TV Jerez su idea de partir a Madrid para continuar su carrera profesional como cantante. En esta entrevista realizada por Manuel de la Momi en la Casa Palacio María Luisa la cantante nos habla de sus pretensiones de futuro.

### 2020-presente: Nuevos comienzos en Madrid
Actualmente continua su carrera de cantante en la Comunidad de Madrid y alrededores.